# Virginia Slims of Florida 1993
Virginia Slims of Florida 1993 — жіночий тенісний турнір, що проходив на відкритих кортах з твердим покриттям Delray Beach Tennis Center у Делрей-Біч (США). Належав до турнірів 2-ї категорії в рамках Туру WTA 1993. Відбувсь уп'ятнадцяте і тривав з 1 до 7 березня 1993 року. Перша сіяна Штеффі Граф здобула титул в одиночному розряді, свій четвертий на цьому турнірі, й отримала 75 тис. доларів США, а також 300 рейтингових очок.

## Фінальна частина

### Одиночний розряд
Штеффі Граф —  Аранча Санчес Вікаріо 6–4, 6–3
- Для Граф це був 1-й титул за рік і 70-й — за кар'єру.

### Парний розряд
Джиджі Фернандес /  Наташа Звєрєва —  Лариса Савченко /  Яна Новотна 6–2, 6–2
- Для Фернандес це був 2-й титул за сезон і 33-й — за кар'єру. Для Звєрєвої це був 2-й титул за сезон і 30-й — за кар'єру.